# Саманта Картър
Саманта Картър е фантастичен герой от канадско-американския научнофантастичен сериал „Старгейт SG-1“ и „Старгейт Атлантис“, пътуваща през Вселената чрез старгейти. Ролята на Саманта Картър (Сам) е изпълнявана от английско-канадската актриса Аманда Тапинг като главен герой на всичките 10 сезона на „Старгейт SG-1“ (1997 – 2007) и временно в „Старгейт Атлантис“ (2004 – 2007) още като главна героиня в четвъртия сезон (2007 – 2008). Поради участието си в „Светилището“ участва само в 2 епизода от петия сезон (2008 – 2009). Взима и участие в „Старгейт: Кивотът на истината“ и „Старгейт: Континуум“.
Първата ѝ поява е в първия епизод на „Старгейт SG-1“, „Децата на боговете“, когато става член на екипа SG-1 под командването на полковник Джак О'Нийл. В третия сезон е повишена в майор, а в началото на осми – в подполковник. Тя поема командването на SG-1 в 8 сезон. После работи за кратко в зона 51, но отново се завръща в SG-1 под командването на полковник Камерън Мичъл. След разгрома на Ораите в „Старгейт: Кивотът на истината“ отново е повишена и става лидер на „Атлантис“ в четвърти сезон на „Старгейт Атлантис“.

## Роля в Старгейт

### Старгейт SG-1
Преди да се включи в SG-1, Саманта Картър работи няколко години в Пентагона в опити да включи Старгейта. Завършила е астрофизика и има над 100 часа във вражеско небе по време на войната в Персийски залив. Тя е дъщеря на майор генерал Джейкоб Картър и има брат Марк. Майка ѝ умира при автомобилен инцидент, когато тя е била тийнейджър.
Тя се включва в SG-1 в първи епизод на първи сезон като капитан. Попада под контрола на Ток'ра Джолинар във втори сезон и запазва много от спомените ѝ и това довежда до съюз с Ток'ра срещу Гоа'улди. Това ѝ помага да долавя присъствието им и да използва част от технологиите им. Картър е обявена за майор в началото на трети сезон. В четвърти сезон тя показва, че има чувства към Джак О'Нийл. В епизода „Изход“ от четвърти сезон тя използва Старгейта, за да взриви звезда, като набира адреса на P3W-451, планета, притегляна от черна дупка (оригинално открита в епизода „Въпрос на време“) като изстрелва старгейта към звездата, причинявайки нестабилност в нея, при което тя се превръща в супернова и унищожава флота на Апофис.
Попаднала в капан на кораба „Прометей“, Саманта разбира, че чувствата ѝ към Джак О'Нийл ѝ пречат да изследва други хора. По-късно в епизода „Химера“ започва да се среща с приятеля на брат си Пит Шанахан, но намира за трудно да балансира романтиката с кариерата си. В епизода „Новия ред“ е пленена от хуманидния репликатор Пети, с когото се срещат в шести сезон, в епизода „Неестествена селекция“. Пети я пуска, но запазва нейно копие, познато като „РеплиКартър“. След като Джак е назначен за генерал бригадир, Саманта Картър е повишена в лейтенант полковник. После става командир на SG-1 заедно с Тийл'к и върналия се Даниел Джаксън. Малко след смъртта на баща си в края на осми сезон се разделя с Пит и заминава да лови риба с Джак, Тийл'к и Даниел, за да отпразнуват победата над Гоа'улдите.
В девети сезон Саманта напуска SG-1, за да работи в зона 51 след разпадането на империята на Гоа'улди. После полковник Камерън Мичъл поема командването на SG-1, генерал Джак О'Нийл ѝ нарежда да се завърне в SG-1 и да помогне за мисията срещу новата заплаха от Ораите. След като се завръща, остава до края на десети сезон. Появява се във филмите „Старгейт: Кивотът на истината“ и „Старгейт: Континуум“.

### Старгейт Атлантис
Саманта Картър се появява за първи път в края на първи сезон (паралелно на осми от SG-1) на кратко съобщение от „Атлантис“ до Земята. На „Атлантис“ Родни Макей има халюцинации на нея, които му помагат да се спаси от потъващ скачач във втори сезон. Лейтенант Саманта Картър предлага работа на сестрата на Макей, Джени Милер, в трети сезон. В непосочен момент след разгрома на Ораите, тя е изпратена на станция „Мидуей“ (междинна) да следи завършването на моста Млечен път-Пегас. ИНС (Интернационния наблюдателен съвет) я поставя командир на „Атлантис“ в началото на четвърти сезон.
Картър приема хлабавия контол релаксиращо. По традиция тя се включва в редица мисии и защитава с всички средства своя екип. Картър даже създава приятелски отношения с Родни Макей въпреки старите им вражди. Също така уважава лейтенант Джон Шепард поради старите и новите му постижения в „Пегас“.
Картър се завръща в Млечния път, за да е свидетел на екстрационата церемония на последния клон на лорд Баал („Старгейт: Континуум“), последвано от критика от ИНС. На пристигане Ричард Улзи я уведомява, че той е новият командир на „Атлантис“. В последния епизод на пети сезон тя е временен лидер на СГК (Старгейт Командването), докато генерал Ханк Ландри е по работа във Вашингтон. След това става командир на кораба „Генерал Хамонд“ (по-рано известен като „Финикс“).

### Старгейт Вселена
В „Старгейт Вселена“ Картър е командир на „Генерал Хамонд“ и транспортира персонал до базата Икарос. Там прави опит да отблъсне атаката на Гоа'улдски кораби, за които предполага, че са на Лусианския съюз. Въпреки загубата на базата, спасява по-голямата част от отцелелите, включително генерал Дейвид Телфорт, който е трябвало да оглави експедицията на кораба „Дестини“ (Съдба). Появява се по-късно в първи сезон като контраатакува опита на Лусианския съюз да се прехвърли на „Дестини“ с частичен успех.